# Oksana Arakčejeva

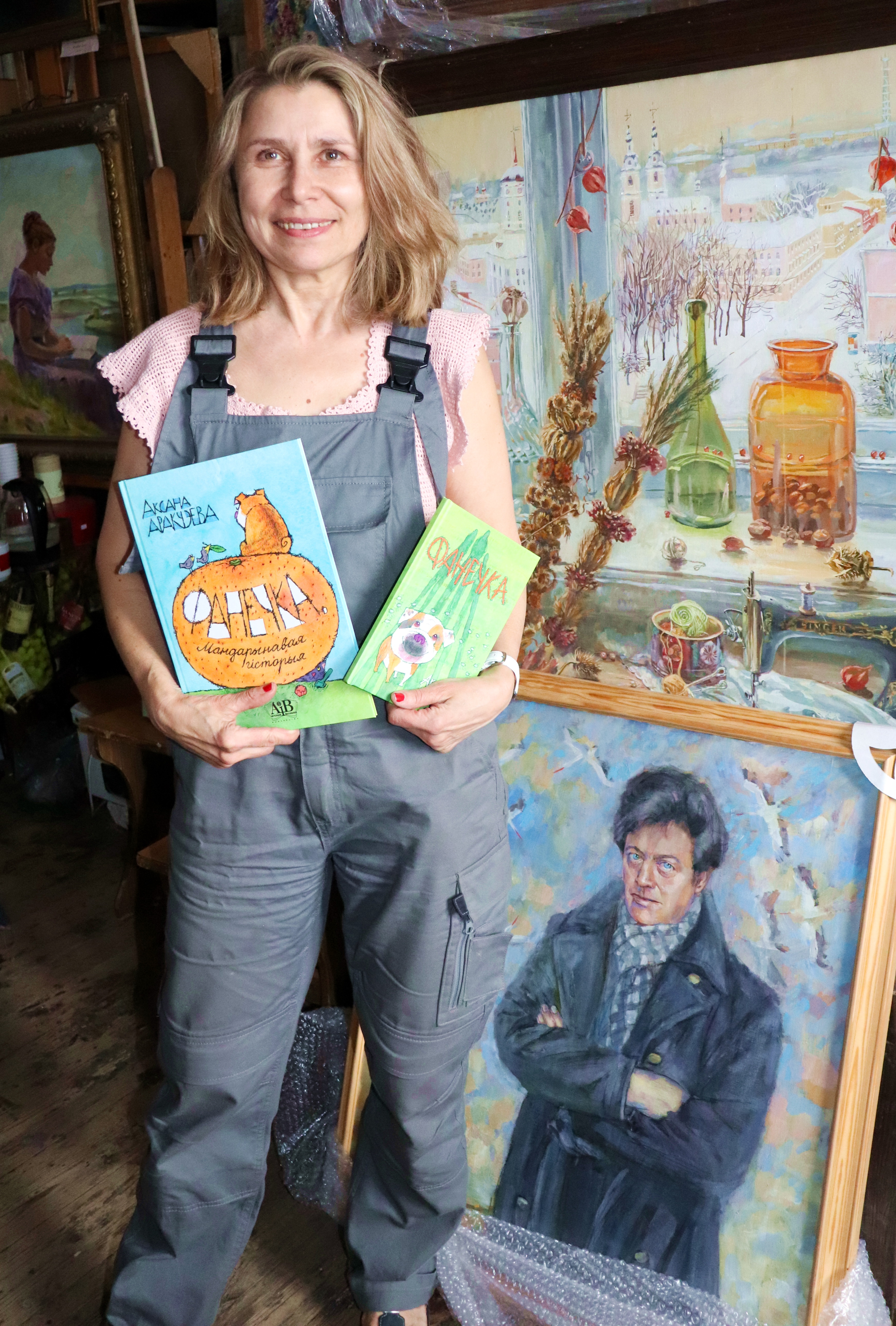
Oksana Arakčejeva ve svém ateliéru, mezi svými díly a svými knihami, 2023

Oksana Arakčejeva (bělorusky Аксана Аракчэева; * 24. března 1963, Minsk) je běloruská umělkyně, pedagožka, spisovatelka, členka běloruského Svazu umělců, laureátka Literární ceny Vasila Vítka, oceněná diplomem od organizace UNESCO a kurátorka České putovní Galerie Karas.

## Životopis
Oksana Arakčejeva se zúčastnila četných uměleckých výstav. Jako kurátorka a organizátorka má za sebou více než 50 výstav v Bělorusku a České republice. Zaměstnankyně Společnosti Česko-běloruského přátelství v Praze.
Autorka více než stovky malebných portrétů (mezi ně patří například: František Skorina, Uladzimir Karatkevič, Janka Kupala, Tadeusz Kondrusiewicz a další). Její díla jsou v Národním uměleckém muzeu Běloruské republiky, v galeriích a také v soukromých sbírkách v zahraničí. Je nejznámější ilustrátorkou knih pro děti v Bělorusku, svými ilustracemi doprovodila více než 70 knih, převážně pro děti.
Mezi autorčina hlavní díla patří: cyklus Pohádky léta, diptych Můj Minsk, Paní Zima, Panenka Podzim, triptych Slunečnice, plátna z cyklu Zůstalo nám dědictví nebo cyklus Minská okna.